# Pascal Parrone
Pascal Parrone, né en 1975 à Échallens, est un écrivain, dessinateur et musicien vaudois. 

## Biographie
En parallèle à un apprentissage d’employé de commerce, Parrone découvre l'univers de la musique durant son adolescence et se passionne à la guitare en autodidacte. En 1994 il participe à son premier concert avec un groupe d'amis. En 2005, à la suite de cours spécialisés pour auteurs, compositeurs et interprètes, il cofonde le groupe KIFKIF, avec qui il évolue sur les scènes francophones jusqu’en 2021. Parallèlement aux activités avec son groupe, Parrone se produit aussi en duo avec Yannick Berthoud, sous le nom de FOAM. Des expériences occasionnelles avec d'autres artistes lui permettent d’explorer de nouveaux genres musicaux.
À l'âge de 15 ans, Pascal Parrone commence à écrire des nouvelles ainsi que les textes pour ses propres chansons. En 2015 il publie son premier roman, Outback, chez éditions Mon Village. En mars 2021 c'est le tour de Backstage, publié par éditions Slatkine,,. 
En parallèle à ses activités littéraires et musicales, Pascal Parrone se passionne au dessin, ce qui l'amène à plusieurs collaborations avec la presse romande. Il intègre dès 2017 l’équipe du journal Point Chablais. En 2018 il devient dessinateur pour le magazine Bon pour la tête, ainsi que pour le site web du journal satirique La Torche 2.0 et pour la revue Chasse & Nature. En 2021 il commence des collaborations avec le journal Clin d’œil et avec L’Écho-du-Gros-de-Vaud. Il développe durant ces années une passion pour presse satirique, ce qui lui permet de s'attaquer à différents sujets.

## Publications
- Outback, 2015, (Éditions Mon Village)
- Backstage, 2021, (Éditions Slatkine)